# Hệ thống phi tuyến
Trong vật lý và các ngành khoa học khác, một hệ thống phi tuyến, trái ngược với một hệ thống tuyến tính, là một hệ thống mà không thỏa mãn nguyên tắc xếp chồng - nghĩa là đầu ra của một hệ thống phi tuyến bằng với đầu vào.
Trong toán học, một hệ phương trình phi tuyến là một tập hợp các phương trình đồng thời trong đó các ẩn số (hoặc các hàm chưa biết trong trường hợp của phương trình vi phân) xuất hiện như là các biến của một đa thức bậc cao hơn một hoặc trong các đối số của một hàm không phải là một đa thức bậc một. Nói cách khác, trong một hệ phương trình phi tuyến, phương trình được giải không thể được viết như là một tổ hợp tuyến tính của các biến hoặc hàm chưa biết xuất hiện trong chúng. Không cần bận tâm nếu các hàm phi tuyến đã biết xuất hiện trong các phương trình. Đặc biệt, một phương trình vi phân là tuyến tính nếu nó là tuyến tính trong điều kiện hàm chưa biết và các đạo hàm của nó, ngay cả khi phi tuyến trong điều kiện của các biến số khác xuất hiện trong đó.
Thông thường, hành vi của một hệ thống phi tuyến được mô tả bởi một hệ phương trình phi tuyến.
Các bài toán phi tuyến là mối quan tâm của các kỹ sư, nhà vật lý và nhà toán học và nhiều nhà khoa học khác bởi vì hầu hết các hệ thống vốn đã là phi tuyến. Vì phương trình phi tuyến rất khó để giải, các hệ thống phi tuyến thường được xấp xỉ bởi phương trình tuyến tính (tuyến tính hóa). Điều này hoạt động tốt đến một độ chính xác và một số phạm vi cho các giá trị đầu vào nhất định, nhưng một số hiện tượng thú vị như hỗn loạn và kỳ dị bị dấu đi bởi sự tuyến tính hóa. Nó theo sau một số khía cạnh của hành vi của một hệ thống phi tuyến xuất hiện thường là hỗn loạn, không thể đoán trước hoặc trái ngược với suy đoán thông thường. Mặc dù hành vi hỗn loạn như vậy có thể giống với hành vi ngẫu nhiên, nó là hoàn toàn không phải ngẫu nhiên.
Ví dụ, một số khía cạnh của thời tiết được xem là hỗn loạn, trong đó các thay đổi đơn giản trong một phần của hệ thống sẽ tạo ra các hiệu ứng phức tạp trong đó. Sự phi tuyến này là một trong những lý do tại sao dự báo dài hạn một cách chính xác là không thể với công nghệ hiện nay.

## Định nghĩa
Trong toán học, một hàm tuyến tính (hoặc ánh xạ) {\displaystyle f(x)} là một trường hợp thỏa mãn cả hai thuộc tính sau đây:
- Tính cộng hoặc tính xếp chồng: {\displaystyle \textstyle f(x+y)\ =f(x)\ +f(y);}
- Tính đồng nhất: {\displaystyle \textstyle f(\alpha x)\ =\alpha f(x).}

Tính cộng bao hàm tính đồng nhất cho bất kỳ số hữu tỉ α nào, và, đối với các hàm liên tục, đối với bất kỳ số thực α nào. Đối với một số phức α, tính đồng nhất không tuân theo tính cộng. Ví dụ, một ánh xạ phản tuyến tính là có tính cộng nhưng không đồng nhất. Các điều kiện của tính cộng và tính đồng nhất thường được kết hợp trong nguyên lý xếp chồng
Một phương trình được viết dưới dạng: f(x) = C
được gọi là tuyến tính nếu {\displaystyle f(x)} là một ánh xạ tuyến tính (như định nghĩa ở trên) và ngược lại được gọi là phi tuyến. Phương trình này được gọi là đồng nhất nếu {\displaystyle C=0}.
Định nghĩa {\displaystyle f(x)=C} là rất tổng quát với {\displaystyle x} có thể là bất kỳ đối tượng toán học hợp lý nào   (số, vector, hàm,...) và hàm {\displaystyle f(x)} nghĩa là có thể là bất kỳ ánh xạ nào, bao gồm tích phân hoặc vi phân với những giới hạn liên quan (như các giá trị ranh giới). Nếu {\displaystyle f(x)} có chứa đạo hàm theo {\displaystyle x}, kết quả sẽ là một phương trình vi phân.

## Phương trình đại số phi tuyến
Phương trình đại số phi tuyến, được xác định bằng cách cân bằng đa thức với không. Ví dụ:
Đối với một phương trình đại số đơn thức, thuật toán tìm nghiệm có thể được sử dụng để tìm lời giải cho phương trình (ví dụ, bộ giá trị cho các biến thỏa mãn phương trình). Tuy nhiên, các hệ phương trình đại số thì phức tạp hơn; Nghiên cứu chúng là một trong những động lực cho các lĩnh vực hình học đại số, một nhánh khó của toán học hiện đại. Nó thậm chí còn khó để quyết định liệu một hệ đại số cho trước có lời giải phức tạp hay không (xem Nullstellensatz của Hilbert). Tuy nhiên, trong trường hợp của các hệ thống với một số hữu hạn các lời giải phức tạp, các hệ phương trình đa thức bây giờ cũng được hiểu và đã có phương pháp hiệu quả để giải chúng.

## Quan hệ hồi quy phi tuyến
Một quan hệ hồi quy phi tuyến xác định các điều kiện đi sau của một dãy như là một hàm phi tuyến của các điều kiện đi trước. Ví dụ về các quan hệ hồi quy phi tuyến là ánh xạ logistic và các quan hệ mà xác định cáctrình tự Hofstadter khác nhau. Các mô hình rời rạc phi tuyến mà đại diện cho một lớp rộng các quan hệ hồi quy phi tuyến bao gồm mô hình NARMAX (Nonlinear Autoregressive Moving Average with eXogenous inputs-tự hồi quy phi tuyến dịch chuyển đến trung bình với các đầu vào ngoại sinh) và các thủ tục xác định và phân tích hệ thống phi tuyến liên quan. Những cách tiếp cận có thể được sử dụng để nghiên cứu một lớp rộng các hành vi phi tuyến phức tạp trong thời gian, tần số, và các miền không-thời gian.

## Các  phương trình vi phân phi tuyến
Một hệ phương trình vi phân được cho là phi tuyến nếu nó không phải là một hệ tuyến tính. Các bài toán liên quan đến phương trình vi phân phi tuyến là vô cùng đa dạng và phương pháp giải hay phân tích là tùy thuộc vào bài toán. Ví dụ về phương trình vi phân phi tuyến là các phương trình Navier-Stokes trong động lực học chất lỏng và các phương trình Lotka-Volterra trong sinh học.
Một trong những khó khăn lớn nhất của các bài toán phi tuyến là nó không phải là dạng có thể áp dụng các lời giải đã biết vào các lời giải mới. Trong các bài toán tuyến tính, ví dụ, một họ các lời giải độc lập tuyến tính có thể được sử dụng để xây dựng các lời giải tổng quát thông qua nguyên lý xếp chồng. Một ví dụ điển hình của việc này là truyền nhiệt với điều kiện biên Dirichlet, lời giải trong đó có thể được viết như là một sự kết hợp tuyến tính phụ thuộc thời gian theo hình sin của các tần số khác nhau; điều này làm cho các lời giải rất linh hoạt. Thường ta có thể tìm thấy nhiều lời giải rất cụ thể đối với các phương trình phi tuyến, tuy nhiên việc thiếu một nguyên lý xếp chồng ngăn cản việc xây dựng các lời giải mới.

### Các phương trình vi phân thông thường
Các phương trình vi phân thường bậc một thường có thể giải chính xác bằng cách tách biến, đặc biệt là cho các phương trình  độc lập. Ví dụ, phương trình phi tuyến
có {\displaystyle u={\frac {1}{x+C}}} là lời giải tổng quát (và cũng có u = 0 là một lời giải riêng, tùy theo giới hạn của lời giải tổng quát khi C tiến tới vô cùng). Phương trình này sẽ không tuyến tính bởi vì nó có thể viết dưới dạng
và phía tay trái của phương trình trên không phải là một hàm tuyến tính của u và các đạo hàm của nó. Chú ý là nếu u2 được thay bởi u, bài toán sẽ trở thành tuyến tính (bài toán phân rã dạng hàm mũ).
Các phương trình vi phân thường bậc hai hoặc cao hơn (tổng quát hơn, các hệ phương trình phi tuyến) hiếm khi có được các lời giải dạng đóng, mặc dù các lời giải tiềm ẩn và các lời giải bao gồm tích phân không cơ bản đã được bắt gặp.
Các phương pháp phổ biến để phân tích định lượng của các phương trình vi phân thường phi tuyến bao gồm:
- Ví dụ trong bất kỳ lượng bảo toàn nào, đặc biệt trong các hệ thống Hamilton.
- Kiểm tra lượng phân tán (xem hàm Lyapunov) tương tự với lượng bảo toàn.
- Tuyến tính hóa thông qua chuỗi Taylor.
- Biến đổi các biến thành biến mới để dàng nghiên cứu hơn.
- Lý thuyết rẽ nhánh.
- Phương pháp nhiễu loạn (cũng có thể được áp dụng cho các phương trình đại số).

### Các phương trình vi phân từng phần
Phương pháp cơ bản phổ biến nhất để nghiên cứu phương trình vi phân từng phần phi tuyến là biến đổi các biến (hoặc nếu không thì biến đổi bài toán) thành bài toán mới đơn giản hơn (thậm chí có thể tuyến tính). Đôi khi, phương trình này có thể được chuyển đổi thành một hoặc nhiều hơn các phương trình vi phân thường, như phương pháp tách biến, phương pháp này luôn hữu ích bất chấp phương trình vi phân thường mới có giải được hay không.
Một chiến thuật thông thường (mặc dù ít mang tính toán học), thường thấy trong cơ lưu chất và nhiệt, là sử dụng phân tích bậc thang để đơn giản hóa một phương trình tổng quát, trong một bài toán giá trị biên nhất định. Ví dụ, các phương trình Navier-Stokes (rất) phi tuyến có thể được đơn giản hóa thành một phương trình vi phân tuyến tính từng phần trong các trường hợp quá độ, phân lớp, dòng chảy một chiều trong một ống tròn; phân tích bậc thang cung cấp các điều kiện dưới dòng chảy là phân lớp và một chiều và cũng mang lại các phương trình đơn giản hóa.
Các phương pháp khác bao gồm kiểm tra các đặc tính và cách sử dụng các phương pháp nêu trên cho phương trình vi phân thường.

### Dao động quả lắc

Minh họa một con lắc ly tâm

Một bài toán phi tuyến cổ điển, được nghiên cứu rộng rãi là động năng của mộtcon lắc dưới ảnh hưởng củalực hấp dẫn. Sử dụng cơ học Lagrange, có thể mô tả chuyển động của con lắc bằng  phương trình phi tuyến như sau
trong đó hướng trọng lực "đi xuống" và {\displaystyle \theta } là góc của quả lắc với vị trí còn lại của nó, như thể hiện trong hình bên phải. Một hướng giải phương trình này là sử dụng {\displaystyle d\theta /dt} là một hệ số tích phân,cuối cùng ta có
đó là một lời giải tiềm ẩn bao gồm cả một tích phân elliptic. "Lời giải" này thường không có nhiều công dụng vì hầu hết các tính chất của lời giải được ẩn trong tích phân không cơ bản (không cơ bản ngay cả khi {\displaystyle C_{0}=0}).
Một cách khác để tiếp cận vấn đề là tuyến tính hóa bất kỳ đường phi tuyến nào (thuật ngữ hàm sin trong trường hợp này) tại các điểm quan tâm khác nhau thông qua triển khai Taylor. Ví dụ, tuyến tính hóa tại {\displaystyle \theta =0}, được gọi là xấp xỉ góc nhỏ, là
do {\displaystyle \sin(\theta )\approx \theta } đối với {\displaystyle \theta \approx 0}. Đây là một dao động điều hòa đơn giản tương ứng với dao động của con lắc gần cuối đáy của quỹ đạo của nó. Một tuyến tính khác là ở {\displaystyle \theta =\pi }, tương ứng với con lắc thẳng lên:
do {\displaystyle \sin(\theta )\approx \pi -\theta } đối với {\displaystyle \theta \approx \pi }. Cách giải này bao gồm hàm hyperbolic, và lưu ý là không giống với xấp xỉ góc nhỏ, xấp xỉ này là không ổn định, nghĩa là {\displaystyle |\theta |} sẽ thường tăng mà không có giới hạn, mặc dù các giải pháp chặn là có thể. Điều này tương ứng với sự khó khăn của việc cân bằng một con lắc thẳng đứng, nghĩa là một trạng thái không ổn định.
Một tuyến tính hóa thú vị hơn là có thể xung quanh {\displaystyle \theta =\pi /2}, xung quanh điểm {\displaystyle \sin(\theta )\approx 1}:
Điều này tương ứng với bài toán rơi tự do. Một hình ảnh chất lượng rất hữu ích của động lực học của con lắc ly tâm có thể thu được bằng cách ghép các tuyến tính hóa như vậy với nhau, như đã thấy trong hình ở bên phải. Các kỹ thuật khác có thể được sử dụng để tìm (chính xác) miêu tả pha và xấp xỉ thời gian.

## Các dạng của hành vi phi tuyến
- Hỗn độn cổ điển - hành vi của một hệ thống không thể tiên đoán được.
- Đa ổn định - xen kẽ giữa hai hoặc nhiều trạng thái riêng biệt.
- Dao động không tuần hoàn - các hàm không lặp lại các giá trị sau một thời gian (hay còn gọi là dao động hỗn loạn hoặc hỗn độn).
- Biên độ chết - bất kỳ dao động thể hiện trong hệ thống dừng do một số loại tương tác với hệ thống hoặc phản hồi khác bởi cùng một hệ thống.
- Soliton - sóng đơn tự duy trì

## Các ví dụ về phương trình phi tuyến
Xem thêm danh sách các phương trình vi phân phi tuyến từng phần

## Phần mềm để giải các hệ thống phi tuyến
- interalg – Chương trình giải hệ phương trình phi tuyến dựa trên nền tảng OpenOpt / FuncDesigner để tìm kiếm hoặc bất kỳ hoặc tất cả các lời giải cho hệ phương trình đại số phi tuyến
- A collection of non-linear models and demo applets Lưu trữ ngày 5 tháng 3 năm 2008 tại Wayback Machine (tại Phòng thí nghiệm Ảo của Đại học Monash)
- FyDiK – Phần mềm này dùng để mô phổng các hệ thống động học phi tuyến